# Behawioryzm obiektu
Behawioryzm obiektu, zachowanie obiektu – zbiór zaimplementowanych metod (funkcji, procedur, metod dostępowych) przypisany do obiektu; interfejs obiektu.
Zbiór ten zazwyczaj definiowany jest w klasie, której konkretyzacją (instancją) jest dany obiekt.